# Jasik (Čaglin)
Jasik is een plaats in de gemeente Čaglin in de Kroatische provincie Požega-Slavonië. De plaats telt 3 inwoners (2001).